# أنديرس نيلسن (لاعب كرة قدم)
أنديرس نيلسن (بالدنماركية: Anders Nielsen)‏ هو مدرب كرة قدم ولاعب كرة قدم دنماركي، ولد في 23 نوفمبر 1972 في Kalundborg ‏ في الدنمارك. لعب مع آر كي سي فالفيك وسبارتا روتردام ونادي آيندهوفن ونادي فاريسي ونادي لينغبي.